# Hyphoderma iguazuense
Hyphoderma iguazuense är en svampart som beskrevs av Hjortstam & Ryvarden 1986. Hyphoderma iguazuense ingår i släktet Hyphoderma och familjen Meruliaceae.   Inga underarter finns listade i Catalogue of Life.